# Garganta del río Poprad
La garganta del río Poprad ( en polaco: Przełom Popradu ) atraviesa la cordillera de los Cárpatos occidentales en la parte más meridional de Polonia . Está formada por el río Poprad, el único río grande que fluye hacia el norte desde Eslovaquia hacia Polonia, desemboca en el Dunajec cerca de Stary Sącz, en el Voivodato de Pequeña Polonia . La garganta se encuentra dentro del Parque Paisajístico de Poprad, que es el área protegida más grande del país. Marca la frontera entre Polonia y Eslovaquia en la zona.

## Geografía
El Poprad forma varios meandros espectaculares entre las ciudades de Piwniczna y Muszyna. El río también forma pintorescas gargantas en su curso superior y medio, de las cuales la más destacada es la que se encuentra entre Piwniczna y Rytro, normalmente denominada la Garganta, que divide a los Beskides de Sądecki en dos cadenas montañosas separadas llamadas Pasmo Radziejowej y Pasmo Jaworzyny.
El río, junto con otros atractivos regionales como los manantiales minerales, es un imán para el turismo calificado y los deportes acuáticos en la zona. Los manantiales minerales descubiertos ya en el siglo XIX estimularon el desarrollo de ciudades turísticas a lo largo del curso del Poprad, como Krynica, Żegiestów, Lomnica, así como Muszyna y Piwniczna, donde se organizan las populares actividades de rafting. Los alrededores de los Bajos Beskides (parte de la cordillera de los Cárpatos occidentales ) también son un destino popular para los deportes de invierno, con un ferrocarril transcarpático que conecta Nowy Sącz en Polonia, con Košice (Koszyce) en Eslovaquia.

## Vía férrea

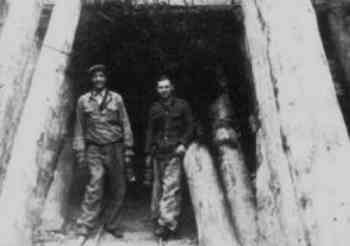
Los mineros polacos Gacek y Cechini durante la construcción del fatídico túnel a lo largo de la garganta del río Poprad, 1874

Durante el Imperio Austrohúngaro, cuando la región formaba parte de la Partición Austriaca de Polonia, las autoridades construyeron una línea ferroviaria a lo largo del valle del Poprad, entre 1874 y 1876. Fue una obra de gran envergadura, ya que la instalación de las vías estaba muy limitada por el río, por un lado, y las empinadas laderas de las montañas, por otro. La empresa de ingeniería Koller und Gregorsen, de Viena, ganó la licitación para la construcción de toda la línea Tarnów-Leluchów-Orlov, incluido el túnel Żegiestów-Andrzejówka. El túnel, de unos 511 metros de longitud, se derrumbó, provocando una gran catástrofe humana. Más de 120 trabajadores ferroviarios polacos de los asentamientos cercanos murieron entre los escombros. Los intentos de rescate resultaron imposibles y el lugar quedó intacto como fosa común. Como consecuencia del accidente, se abandonó la idea de construir una vía doble en su totalidad. Se excavó un túnel mucho más estrecho alrededor del lugar donde quedaron sepultados los mineros, lo que permitió construir una sola vía que se continuó a lo largo de todo el tramo de la línea ferroviaria.
En el período de entreguerras de la Polonia soberana, la línea ferroviaria a lo largo de Poprad fue renovada y mejorada para proporcionar la conexión con las ciudades turísticas en rápida expansión en los Beskides, incluida Muszyna y, sobre todo, Krynica-Zdrój, la ciudad balneario más grande. en Polonia llamada la Perla de los Balnearios Polacos.